# Estadio de Alsina y Colón
El Estadio Racing Club, conocido también como Alsina y Colón, fue un recinto deportivo propiedad del club homónimo, ubicado en la ciudad de Avellaneda, Argentina. Se encontraba en la intersección de los pasajes Mozart y Cuyo (hoy Corbatta), en el mismo lugar donde actualmente se erige el Cilindro.
Comenzó siendo utilizado por Argentinos Excelsior Club, mucho antes de la fundación del Racing Club, luego de que el Ferrocarril del Sud solicitara los terrenos a la municipalidad de Barracas al Sud (hoy Avellaneda) en 1898. El 25 de marzo de 1903, cuando se fundó el club, heredó los terrenos de sus antecesores (Football Club Barracas al Sud y Colorados Unidos del Sud). Nunca contó con un nombre propio, por lo cual es reconocido en la actualidad por la intersección de sus calles lindantes. La tercera vía adyacente al estadio era Italia (hoy Diego Alberto Milito).
Llegó a tener una capacidad para 50 000 espectadores. Fue sede de numerosas finales nacionales y albergó el último partido del Campeonato Sudamericano 1916 (primera edición de la actual Copa América), el cual enfrentó a las selecciones de fútbol de Argentina y Uruguay. Esto ocurrió un día después de los incidentes en el estadio GEBA, en donde transcurrieron los primeros minutos del encuentro.
Fue el primer campo de juego en la historia del club. Fue cerrado el 1 de diciembre de 1946 luego de un partido entre Racing Club y Rosario Central, que terminó en victoria de este último por 6 a 4. Los terrenos fueron utilizados para construir el nuevo estadio del club.

## Historia

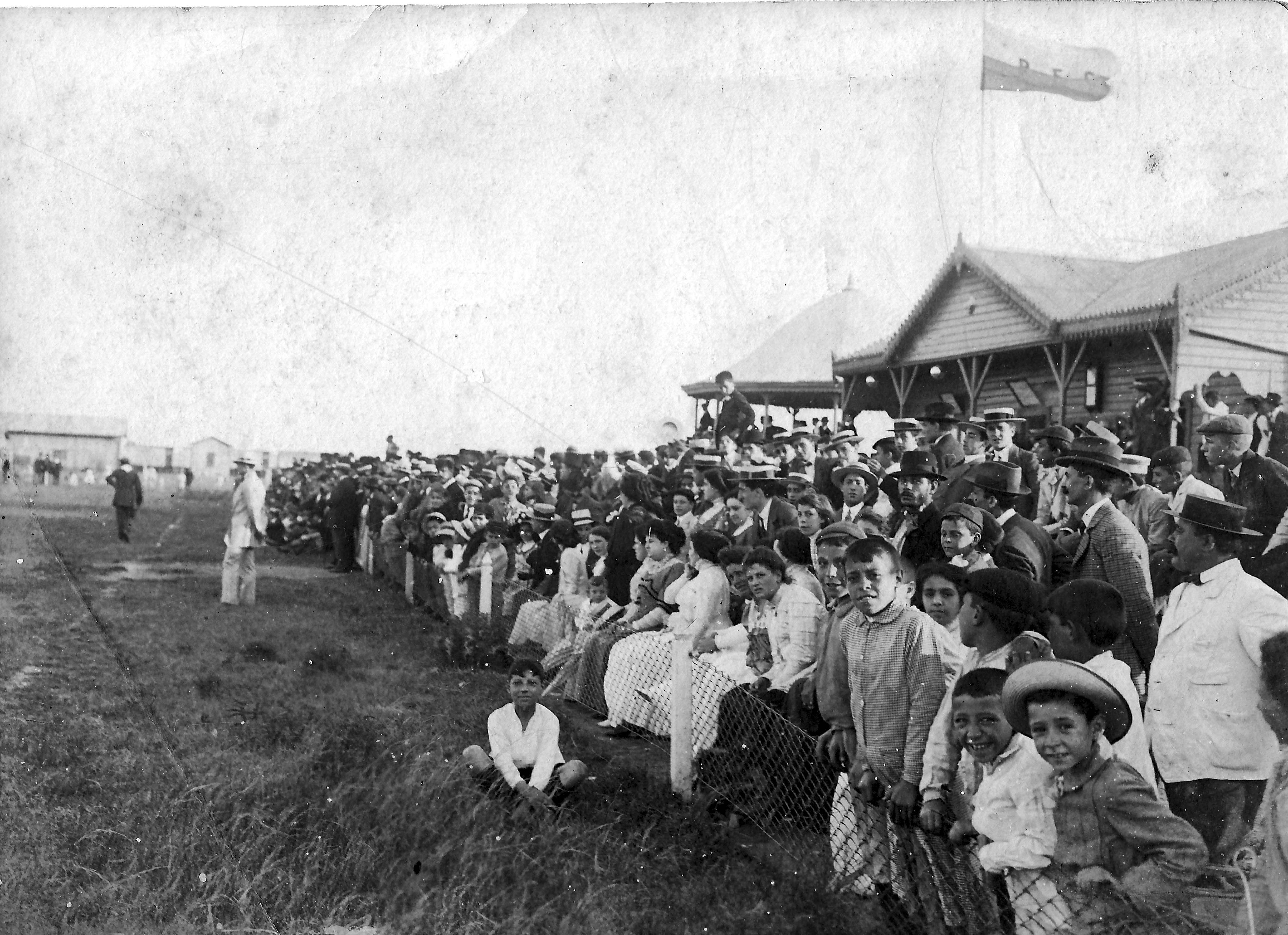
Los primeros seguidores del Racing Club, expectantes en el estadio en 1909.

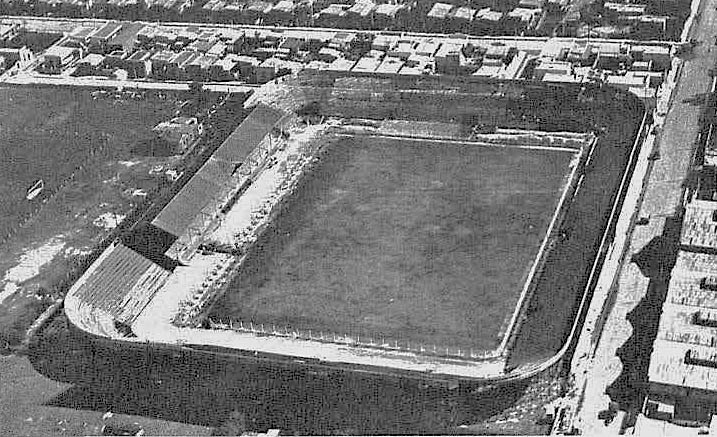
Vista aérea del estadio en 1930.

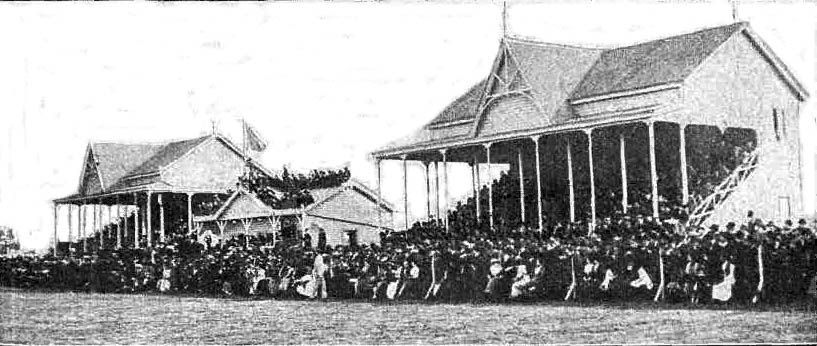
Las tribunas techadas, construidas en 1911.

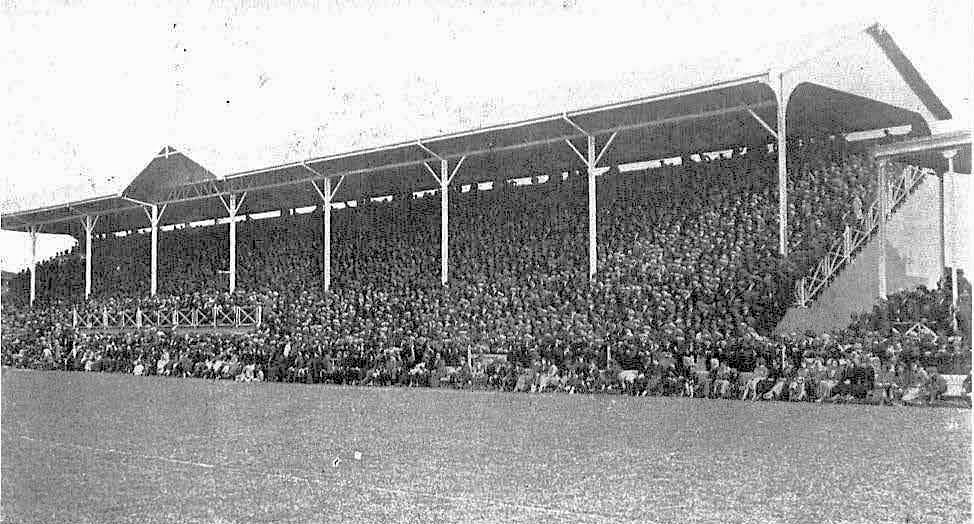
La tribuna oficial, construida en 1922.

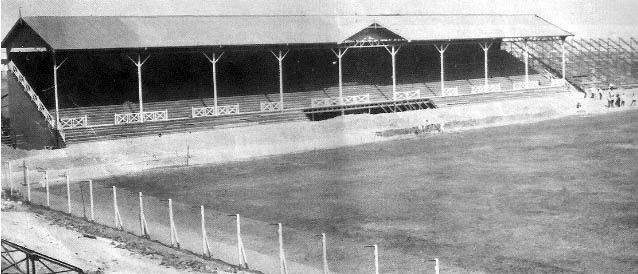
La tribuna oficial en 1929.

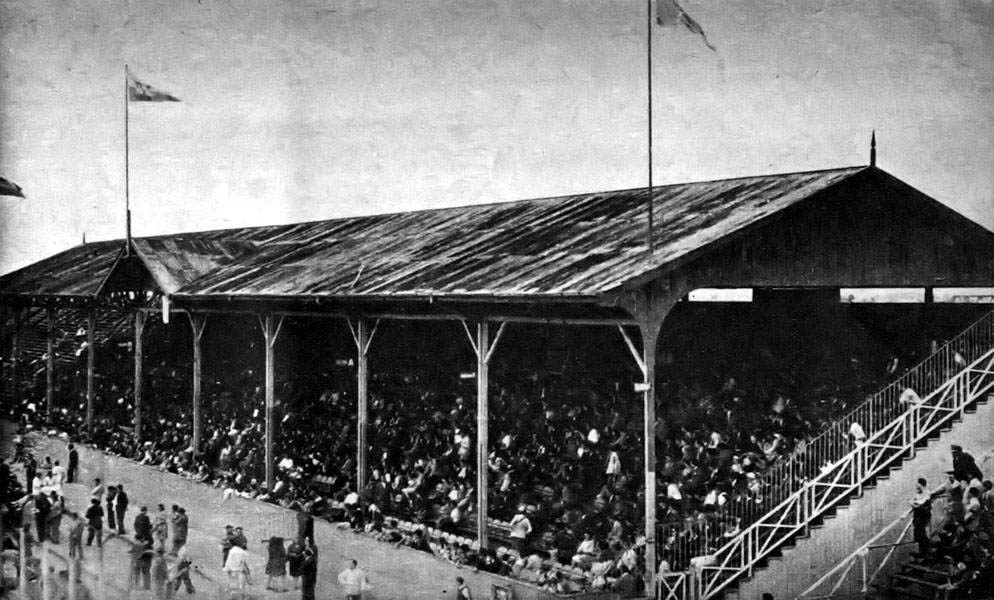
Vista de la tribuna oficial en 1943.

En 1898, la empresa británica del Ferrocarril del Sud solicitó al Municipio de Barracas al Sud (actual Partido de Avellaneda) un terreno ubicado en la intersección de las calles Alsina y Colón. Éste se encontraba en una zona llena de ombúes conocida como La Feria, donde se ubicaba la antigua tablada y el mercado de hacienda, y fue utilizado por los trabajadores ferroviarios para jugar al fútbol.
Comenzó siendo la cancha del «Argentinos Excelsior Club», del cual se desprendió el «Sud América Football Club de Barracas al Sud». Tras una escisión que originó al «Club Atlético Colorados Unidos», ambas instituciones se fusionaron, fundando el Racing Club el 25 de marzo de 1903.
El club heredó el terreno baldío de sus predecesores; sin embargo, para afiliarse a la Argentine Football Association se trasladó a la intersección de la calle Miguel O'Gorman (actual 25 de Mayo) y la avenida General Roca, donde se construyó una casilla de madera y chapa conocida como «La Caseta Multifunción». En 1906, tras su ascenso a Segunda División, volvió y se estableció definitivamente en Alsina y Colón, debido a las frecuentes inundaciones en la cancha de O'Gorman y Roca.
El 7 de mayo de 1911, Racing debutó en la Primera División de Argentina empatando 1–1 con San Isidro. Para la ocasión, se inauguraron dos tribunas techadas lindantes a la calle Alsina.  Ese mismo año, el local consiguió una importante victoria contra el histórico Alumni.
La selección de fútbol de Argentina solía disputar en el estadio de Gimnasia y Esgrima, hasta que ese club decidió promover la encisión a la Federación Argentina de Football en 1912. Como este organismo no era el oficial, la Asociación Argentina de Football decidió que los combinados nacionales disputaran sus encuentros amistosos en el estadio de Racing Club hasta 1918.
El 15 de agosto de 1913 se disputó en este estadio el primer superclásico oficial entre Boca Juniors y River Plate, que terminó con victoria de este último por 2 a 1. El 28 de diciembre de ese mismo año, Racing ganó su primer campeonato de Primera División al vencer a San Isidro en Avellaneda. Este fue el inicio de una serie de torneos que obtendría el club, hasta lograr el récord de ser el único equipo heptacampeón en el continente americano en 1919.Tenía la notable eficacia de 95% jugando en Avellaneda.
En 1914, el club británico Exeter City dio una gira deportiva por Argentina y disputó la mayoría de sus partidos en este estadio. Similar fue el caso del Torino Football Club de Italia, con el cual el Racing Club desarrolló una relación de respeto institucional muchos años más adelante.
El 17 de julio de 1916 se jugó en este estadio los 85 minutos restantes del partido entre las selecciones de Argentina y Uruguay por el Campeonato Sudamericano, certamen conocido actualmente como Copa América. Se estaba jugando en el estadio GEBA un día antes, pero los incidentes ocurridos por el gran número de espectadores que había hizo que la sede fuese trasladada a Racing Club. El partido en cuestión terminó 0 a 0, consagrando campeona a la selección uruguaya (su primer título oficial).
A comienzos de la década de 1920, se estimaba que el estadio podía tener a disposición unos 30 000 espectadores. En 1922 se amplió su capacidad con la construcción de una tribuna oficial, ubicada en el medio de las dos tribunas techadas.
El 30 de julio de 1927 el club español Real Madrid cerró de su gira por el Río de la Plata en este estadio, y terminó perdiendo contra Racing Club por 2 a 0. Al año siguiente, el equipo escocés Motherwell Football Club jugó dos partidos amistosos contra combinados regionales argentinos.
Entre 1928 y 1929 se realizaron reformas en las tribunas populares, únicamente manteniendo la tribuna oficial construida años atrás, llevando su capacidad a 50 000 espectadores. En sus áreas adyacentes contaba con una pista de equitación, dos canchas de bochas, seis de tenis, dos auxiliares de fútbol, instalaciones para la concentración de jugadores, un parque infantil y un bufet.
El 29 de marzo de 1931 se jugó el último partido de la etapa amateur del fútbol argentino en este estadio entre Racing Club y San Lorenzo de Almagro, con victoria de este último por 3 a 2. El 4 de junio de ese mismo año, la «Academia» jugó su primer encuentro profesional en Alsina y Colón, goleando 5 a 1 al Club Atlético Platense.
El 27 de marzo de 1944, comenzó la construcción del nuevo estadio de cemento del Racing Club con el objetivo de proporcionarle un espacio adecuado para competir a gran escala. Una comisión se encargó de adquirir este terreno, que aun seguían perteneciéndole a los ferrocarriles.
El 28 de mayo de 1944 se inauguró una característica en el estadio del Racing Club: el mástil. Se hizo con motivo de rendir homenaje a la bandera nacional. Fue donado por el presidente de facto Edelmiro Farrell, quien asistió a su inauguración en un clásico entre Racing y San Lorenzo que finalizó 4 a 4.
El 16 de agosto de 1946 comenzó la financiación del proyecto de construcción, con un préstamo de 3 000 000 de pesos del Gobierno Nacional que fue reembolsado por el club puntualmente.
El último partido en este estadio de madera fue el 1 de diciembre de 1946, que terminó en una derrota del Racing Club ante Rosario Central por 6 a 4. El estadio Presidente Perón se inauguró el 3 de septiembre de 1950 en un partido entre los locales y Vélez Sarsfield que terminó en victoria de la Academia con gol de Llamil Simes. Además de estar ubicado sobre los mismos terrenos que el antiguo estadio, incluyó la característica del mástil en su construcción.

## Eventos

### Fútbol

#### Competiciones oficiales AFA
| N.º | Fecha                   | Final de competición    | Local         | Res. | Visitante         | Asistencia |
| --- | ----------------------- | ----------------------- | ------------- | ---- | ----------------- | ---------- |
| 1   | 20 de noviembre de 1912 | Copa de Honor MCBA 1912 | Racing Club   | 3:0  | Newell's Old Boys | 4000       |
| 2   | 12 de octubre de 1913   | Copa Jockey Club 1913   | Racing Club   | 0:2  | San Isidro        | 6000       |
| 3   | 28 de diciembre de 1913 | Primera División 1913   | Racing Club   | 2:0  | San Isidro        | –––––      |
| 4   | 5 de abril de 1914      | Copa Ibarguren 1913     | Racing Club   | 3:1  | Newell's Old Boys | –––––      |
| 5   | 15 de noviembre de 1914 | Copa Jockey Club 1914   | River Plate   | 4:0  | Newell's Old Boys | –––––      |
| 6   | 10 de octubre de 1915   | Copa de Honor MCBA 1915 | Racing Club   | 0:0  | Tiro Federal      | –––––      |
| 7   | 12 de noviembre de 1916 | Copa de Honor MCBA 1916 | Independiente | 0:1  | Rosario Central   | –––––      |
| 8   | 17 de diciembre de 1916 | Copa Jockey Club 1916   | Independiente | 1:2  | Rosario Central   | –––––      |
| 9   | 30 de diciembre de 1916 | Copa Ibarguren 1916     | Racing Club   | 6:0  | Rosario Central   | –––––      |

#### Competiciones internacionales a nivel confederativo e interconfederativo
| N.º | Fecha                   | Final de competición | Local           | Res. | Visitante            | Asistencia |
| --- | ----------------------- | -------------------- | --------------- | ---- | -------------------- | ---------- |
| 1   | 17 de noviembre de 1912 | Cup Tie 1912         | San Isidro      | 1:0  | Nacional             | –––––      |
| 2   | 29 de octubre de 1913   | Cup Tie 1913         | San Isidro      | 0:1  | Nacional             | –––––      |
| 3   | 24 de diciembre de 1913 | Cup Tie 1916         | Rosario Central | 0:3  | Peñarol              | –––––      |
| 4   | 21 de abril de 1918     | Cup Tie 1917         | Independiente   | 0:4  | Montevideo Wanderers | –––––      |

#### Partidos internacionales
| N.º | Fecha               | Competición                  | Local     | Res. | Visitante | Asistencia |
| --- | ------------------- | ---------------------------- | --------- | ---- | --------- | ---------- |
| 1   | 17 de julio de 1916 | Campeonato Sudamericano 1916 | Argentina | 0:0  | Uruguay   | 17 000     |